# Кубанські козаки (фільм)
«Кубанські козаки» (рос. «Кубанские казаки») — російська радянська музична комедія, що її зняв на московській ордена Леніна кіностудії «Мосфільм» в 1949 році режисер Іван Пир'єв за сценарієм Миколи Погодіна. Прем'єра відбулася 26 лютого 1950.

## Сюжет
Історія кохання голів колгоспів та героїв праці Гордія Ворона і Галини Пересвєтової розгортається на тлі бурхливого і радісного колгоспного життя, в якому і праця, і свята виглядають як яскраве, повне оптимізму видовище. Це враження виникає багато в чому завдяки пісням, які після виходу фільму стали справді народними.

## У ролях
- Марина Ладиніна — голова колгоспу «Заповіти Ілліча» Галина Єрмолаївна Пересвєтова
- Сергій Лук'янов — голова колгоспу «Червоний партизан» Гордій Гордійович Ворон
- Володимир Володін — завгосп колгоспу «Червоний партизан» Антон Петрович Мудрецов
- Олександр Хвиля — районний керівник Денис Степанович Корінь
- Сергій Блинников — голова колгоспу Марко Данилович Деркач
- Клара Лучко — ланкова Дарина Никанорівна Шелест, Герой Соціалістичної Праці
- Катерина Савінова — Любочка
- Владлен Давидов — коняр Микола Матвійович Ковила
- Андрій Петров — Вася Тузов
- Юрій Любимов — Андрій
- Борис Андреєв — Федя Груша
- Олена Савицька — Никанорівна, пташниця
- Валентина Телегіна — Христофорівна (Авдотья Христофорівна), пташниця
- Володимир Дорофєєв — дід Кузьма (Кузьма Опанасович)

## В епізодах
- Костянтин Сорокін — продавець хомутів
- Володимир Лепко — продавець музичних інструментів
- Сергій Ільд — Сергунька
- Віктор Бубнов — товариш Щербина
- Георгій Светлані - конюх
- Василь Галактіонов — епізод
- Віктор Авдюшко — коняр (у титрах не вказаний)
- Олександра Данилова — колгоспниця (у титрах не вказана)
- Клавдія Козленкова — подруга Даші (у титрах не вказана)
- Єлизавета Кузюріна — колгоспниця (у титрах не вказана)
- Михайло Пуговкін — колгоспник (у титрах не вказаний)
- Гавриїл Бєлов — колгоспник (немає в титрах)
- Володимир Уральський — голова колгоспу (у титрах не вказаний)
- Клавдія Хабарова — подруга Даші (у титрах не вказана)

## Знімальна група
- Постановка — Івана Пир'єва
- Сценарій — Миколи Погодіна
- Текст пісень — Михайла Ісаковського і Михайла Вольпін
- Головний оператор -Валентин Павлов
- Музика — Ісаака Дунаєвського
- Звукооператор — В'ячеслав Лещев
- Художники:
  - декорацій — Юрій Піменов, Георгій Турильов, Борис Чеботарьов
  - костюмів — Костянтин Урбетіс
- Монтаж — А. А. Кульганек
- Режисери — Андрій Фролов, Федір Філіпов
- Оператори — Тимовфій Лебешев, Віктор Масленников, Аміна Ахметова
- Гример-художник — Є. Ф. Ломова.
- Асистенти:
  - режисера — М. Юдкін, Артавазд Кефчіян
  - художника по костюмах — Тамара Каспарова
  - І. Язиканов, П. Кузнецов, М. Дятлов
- Директор картини — Г. П. Кузнєцов

Фільм відновлений на кіностудії «Мосфільм» в 1968 році.
Режисер відновлення — Тамара Лисиціан
Звукооператор — Валентина Ладигіна

## Історія
Ідея створення картини, в основі сюжету якої лежить сільський ярмарок, прийшла до Пир'єва після роботи над фільмом Сказання про землю Сибірську. В лютому 1949 року на кіностудії Мосфільм був схвалений сценарій Миколи Погодіна з робочою назвою «Веселий ярмарок».  
На роль Пересвєтової затвердили дружину Пир'єва — Марину Ладиніну, яка постійно знімалася у фільмах чоловіка. На роль Гордія Ворона після довгих пошуків і проб обрали актора театру імені Вахтангова Сергія Лук'янова. На роль колгоспниці Даші дещо несподівано затвердили тоді маловідому актрису Клару Лучко. Після закінчення зйомок знайомство Лук'янова і Лучко мало продовження: вони одружилися і прожили в шлюбі п'ятнадцять років. 
Зйомки картини пройшли в радгоспі—мільйонері «Кубань». Пир'єву не знадобилося сильно прикрашати дійсність, хоча декорації ярмарки, яка не проводилася в радгоспі, довелося будувати з нуля. 
Сталіну приписують фразу, яку він сказав після першого перегляду: «А все-таки непогано у нас йдуть справи з сільським господарством».
Він же і дав фільму назву — «Кубанські козаки».
«Кубанські козаки» — один з перших кольорових радянських фільмів, знятих на плівці Шосткінського комбінату. Картина отримала захоплені відгуки критиків і з великим успіхом пройшла в прокаті. Особливою популярністю користувалися пісні, які здобули всенародну популярність.
У 1956 році на XX з'їзді КПРС Микита Хрущов звинуватив картину в прикрашуванні дійсності, і «Кубанські козаки» надовго зникли з екранів.
В епоху Брежнєва, в 1968 році, картину відреставрували, відредагували (прибрали атрибути «культу особи» Сталіна), переозвучили (М. Ладиніна переозвучила себе сама) і повернули глядачеві в «оновленому» варіанті, який і нині йде по ТБ і тиражується на відео. Оригінальна версія стрічки до сучасного глядача поки не дійшла. 

## Критика
Ще в епоху кінематографа 1950-х років (Хрущовська відлига) особливо не приховували, що картина сильно прикрашає радянську дійсність і по суті є кінематографічним міфом. У сценарії практично відсутній конфлікт. Все, що бачить глядач у майже оперетковому сюжеті, — це зіткнення хорошого з кращим. Знамениті столи, що ломляться від достатку, з сільського ярмарку (попри те, що 1949 рік — це важкий повоєнний час) стали свого роду символом сталінського кіно. 
З іншого боку, сучасні критики визнавали, що у фільмів Пир'єва є своя глибока чарівність, яка підсвідомо привертала до них глядачів.
Міфологізація дійсності, утопія на екрані ставала тільки зовнішньою формою, за якою глядачі намагалися побачити майбутнє чудове повоєнне життя.
Як писав про картину відомий режисер Сергій Соловйов :
|  | Стиль видатних картин «Свинарка і пастух», «Кубанські козаки» — це грандіозно правдива енергетика імперії. |

Особливо слід відзначити роботу композитора Ісаака Дунаєвського, музика якого додає фільму неповторної чарівності.